# 南雨竜仮乗降場
南雨竜仮乗降場（みなみうりゅうかりじょうこうじょ）は、かつて北海道雨竜郡雨竜町南竜にあった日本国有鉄道（国鉄）札沼線の仮乗降場（廃駅）である。1972年（昭和47年）に新十津川駅 - 石狩沼田駅間が廃線となったため、駅に昇格することなく廃止となった。

## 歴史
- 1956年（昭和31年）11月16日 - 札沼線が全線復旧。仮乗降場（局設定）として新設[1]。
- 1972年（昭和47年）6月19日 - 札沼線新十津川 - 石狩沼田間の廃線により廃止となる[1]。

## 駅構造
札幌方に向かって左手（西側）に位置し、単式ホーム1面1線を有した。

## 駅周辺
周囲は田圃が広がる田園地帯で、三叉路の交差点手前にある踏切の札幌方に乗降場があった。

## 駅跡
農協の敷地になり、跡の上には倉庫が建てられて痕跡は全く残っていない。

## 隣の駅
日本国有鉄道
札沼線
北上徳富駅 - 南雨竜仮乗降場 - 雨竜駅